# Синдром SERKAL
Синдром SERKAL — аутосомно-рецессивное заболевание. Встречается у людей с кариотипом XX. Вызвано потерей функции в белке WNT4, участвующем в формировании пола. Основным результатом является реверсия пола с женского на мужской. Встречается реже чем 1 случай на 1 000 000.
Название сформировано из первых букв (на английском языке) расстройств входящих в синдром: SEx Reversion, Kidneys, Adrenal and Lung dysgenesis.

## Генетическая основа
Нарушение связано с мутацией в гене Wnt4. Происходит внутриэкзонический гомозиготный С-Т-переход кДНК в позиции 341. Что приводит к замене остатка аланина на валин в положении аминокислоты 114. Это положение, высоко консервативное во всех организмах, включая рыбок данио и дрозофилу. Последующее влияние на стабильность мРНК приводит к потере функции белка WNT4, что приводит к развитию мужского пола.

## Фенотипические нарушения
Эффект проявляется в реверсии пола с женского на мужской. Пациенты также обнаруживают дисгенезию почек, надпочечников и легких. Одним из показателей является низкий уровень неконъюгированного эстриола в материнской сыворотке, поскольку это означает гипоплазию надпочечников.